# Riyadh Sharahili
Riyadh Sharahili (właśc. Riyadh bin Mohammed bin Mohammed Husami Sharahili; ar. رياض شراحيلي; ur. 28 kwietnia 1993 w Rijadzie) – saudyjski piłkarz, występujący na pozycji pomocnika w saudyjskim klubie Asz-Szabab Rijad. 7-krotny reprezentant Arabii Saudyjskiej. Uczestnik Mistrzostw Świata 2022.

## Statystyki

### Klubowe
Na podstawie:
| Klub             | Sezonów | Liga                        | Liga  | Liga   | Puchar krajowy | Puchar krajowy | Kontynentalne | Kontynentalne | Suma  | Suma   |
| Klub             | Sezonów | Liga                        | Mecze | Bramki | Mecze          | Bramki         | Mecze         | Bramki        | Mecze | Bramki |
| ---------------- | ------- | --------------------------- | ----- | ------ | -------------- | -------------- | ------------- | ------------- | ----- | ------ |
| Al-Fateh SC      | 3       | Saudi Professional League   | 40    | 0      | 6              | 1              | 6             | 0             | 52    | 1      |
| Al-Tai FC        | 1       | Saudi First Division League | 18    | 1      | 0              | 0              | –             | –             | 18    | 1      |
| Al-Faisaly FC    | 1       | Saudi Professional League   | 0     | 0      | 0              | 0              | –             | –             | 0     | 0      |
| Al-Adalah FC     | 1       | Saudi Professional League   | 16    | 1      | 2              | 0              | –             | –             | 18    | 1      |
| Abha Club        | 4       | Saudi Professional League   | 61    | 6      | 4              | 0              | –             | –             | 65    | 6      |
| Asz-Szabab Rijad | 2       | Saudi Professional League   | 17    | 0      | 2              | 0              | 2             | 0             | 21    | 0      |
|                  | Łącznie | Łącznie                     | 152   | 8      | 14             | 1              | 8             | 0             | 174   | 9      |

### Reprezentacyjne
Na podstawie:
| Mecze na Mistrzostwach Świata 2022 | Mecze na Mistrzostwach Świata 2022 | Mecze na Mistrzostwach Świata 2022 | Mecze na Mistrzostwach Świata 2022 | Mecze na Mistrzostwach Świata 2022 | Mecze na Mistrzostwach Świata 2022 | Mecze na Mistrzostwach Świata 2022 | Mecze na Mistrzostwach Świata 2022 | Mecze na Mistrzostwach Świata 2022 |
| Lp.                                | Data                               | Miasto                             | Przeciwnik                         | Wynik                              | Czas                               | Gole                               | Inne                               | Faza rozgrywek                     |
| ---------------------------------- | ---------------------------------- | ---------------------------------- | ---------------------------------- | ---------------------------------- | ---------------------------------- | ---------------------------------- | ---------------------------------- | ---------------------------------- |
| 1.                                 | 30.11.2022                         | Lusajl                             | Meksyk                             | 1:2 (0:0)                          | 37'–90'                            |                                    |                                    | Faza grupowa                       |

## Sukcesy
Na podstawie:

### Klubowe
Brak ważniejszych sukcesów.